# Pablo Silva
Pour les articles homonymes, voir Silva.
Pablo « Spider » Silva est un musicien américain, membre du groupe de hard rock Stillwell.